# Aït Sidel

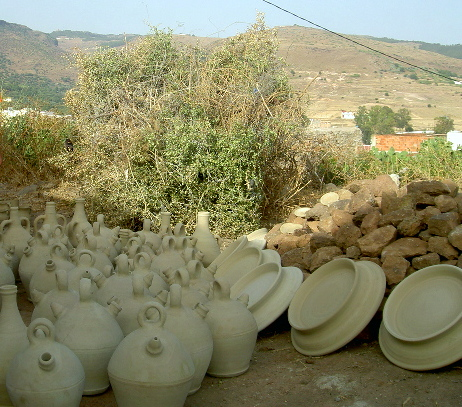
Les poteries de Beni Sidel

Aït Sidel (en Amazigh  : (Ayt Sidel-ⴰⵢⵜ ⵙⵉⴷⴰⵍ) est une région située dans le Rif au Maroc, elle fait partie de la province de Nador (à peu près à 30 km du centre de la ville de Nador) dont le fief Tlat Jbel connu pour ses artisans en majorité Amazigh en majorité exportée en Europe. Située à 7 km de Segangan et les mines de fer de Ouxen et 25 km de Melilia, enclave espagnole.

## Personnalités
- Politique :
  - Ahmed Aboutaleb, maire de Rotterdam
  - Abdellah Boussouf, dirigeant du Centre euro-islamique pour la culture et le dialogue à Charleroi
  - Yamila Idrissi, députée au Parlement flamand
  - Fadila Laanan, femme politique belge
  - Said El Hammoudi, ancien conseiller communal à la ville de Bruxelles et conseiller juridique à Bruxelles

- Football :
  - Youssef Mokhtari (éq. nationale Maroc)
  - Amin Nouri (en Norvège)
  - Abdellah Kharbouchi (France)
  - Mohammed Abdellaoue (Norvège)

- Musique : 
  - Mohamed Toufali
  - El Walid Mimoun
  - Isam Bachiri

- Linguistique : 
  - Cadi Kaddour décédé en 1995 linguiste en langue amazigh (berbère) et dialecte rifaine.

- Informatique & Télécom :
  - Ahmed TOUTOUH
  - Moussa ZAGHDOUD

- Culture :
  - Mohamed El jerroudi, poète  de langue française né à Beni Sidel en 1950.